# محمدتقی پورمحمدی
محمدتقی پورمحمدی (زادهٔ ۱۳۳۵ در مرند) مجتهد و سیاستمدار شیعه ایرانی و نماینده مجلس خبرگان رهبری است‌. وی پیشتر امام جمعه مراغه بود.

## تحصیل
وی در سال ۱۳۵۰ وارد حوزه علمیه تبریز شد و در سال ۱۳۵۴ به قم هجرت کرد و با اتمام سطح قریب ۱۰ سال در درس خارج فقه و اصول منتظری، میرزا جواد تبریزی، فاضل لنکرانی، سبحانی تبریزی، مکارم شیرازی حضور پیدا کرد و در تفسیر و فلسفه و حکمت و عرفان از انصاری شیرازی، جوادی آملی و علامه حسن‌زاده آملی استفاده کرد.

## آثار و تالیفات
- ولایت فقیه از دیدگاه فقها
- ویژگی‌های خطیب
- سیمای یاران حضرت مهدی (عج)
- تقریرات اصول مکارم شیرازی
- شرح خطبه همام
- شرح رساله حقوق امام سجاد
- سیمای پر فروغ پیامبر اعظم
- وحدت جهان شمول در عصر ظهور
- موعود در ادیان
- سفیران خورشید
- محتوا و آثار فرهنگی نماز جمعه
- خدمت رسانی وظایف و رسالت‌های نماز جمعه
- خطب الجمعة المنقولة عن النبی المصطفی و وصیه المرتضی (ع)[۴][۵]

## قضیه نمایندگی ولی فقیه در استان زنجان
وی در نماز جمعه ۹ دی ۱۳۹۰ از مردم مراغه خداحافظی کرد و از طرف سید علی خامنه‌ای به نمایندگی ولی فقیه و امامت جمعه زنجان منصوب شد ولی به در خواست علما و مراجع همچون سبحانی و ملکوتی و نارضایتی مردم آذربایجان شرقی از عدم حضور او در منطقه دفتر رهبری به دستور خامنه‌ای حکم او را در مراغه ابقا کرد
وی خود را سرباز ولایت می‌داند و چندین بار گفته خامنه‌ای هر چه دستور بدهد اطاعت می‌کنم حتی اگر تبلیغ در روستا و زادگاه خودم باشد.